# 嶺南大駅

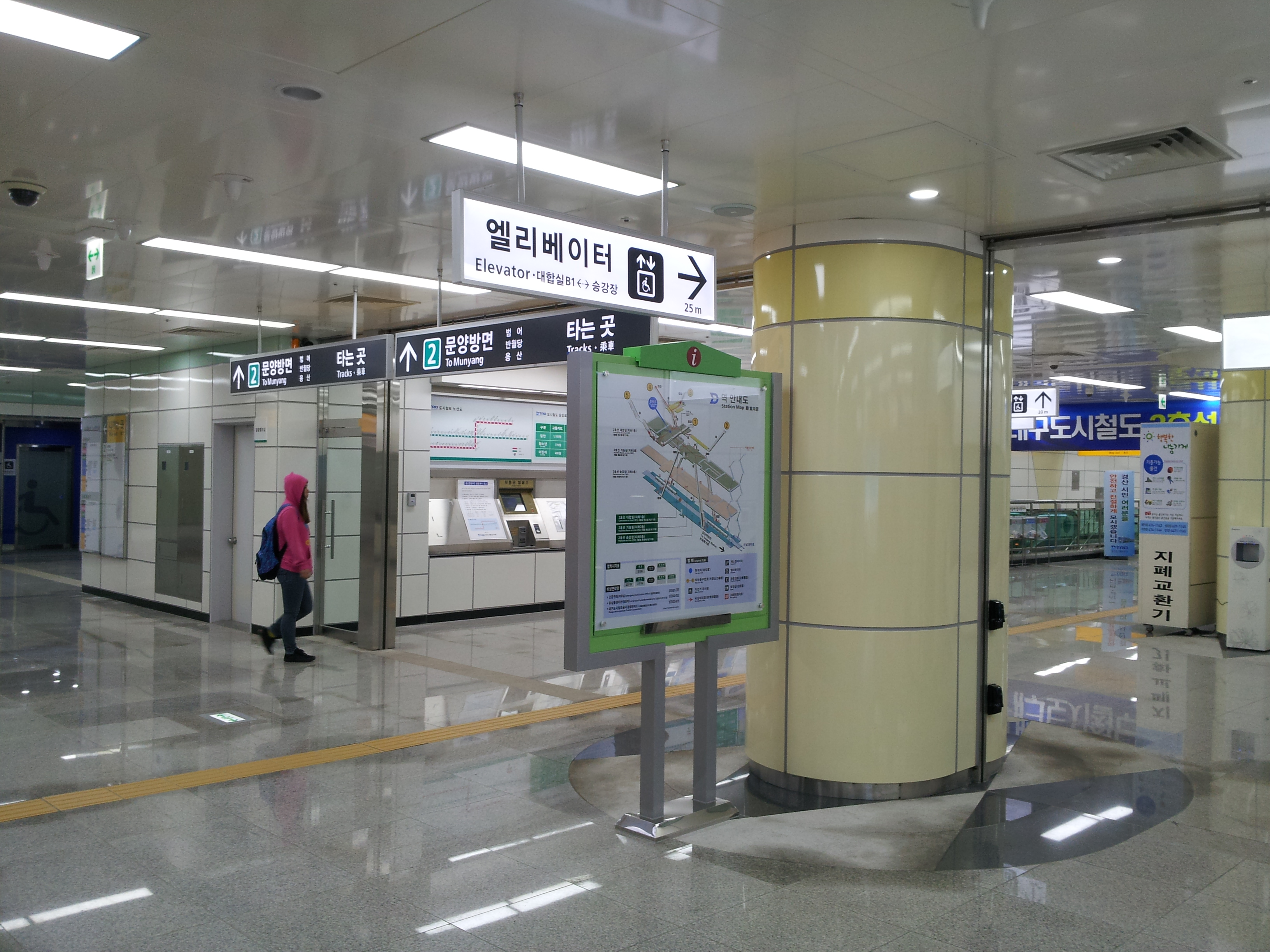
コンコース

嶺南大駅（ヨンナムデえき）は、大韓民国慶尚北道慶山市にある大邱交通公社2号線の駅。駅番号は(244)。

## 駅周辺
- 嶺南大学校慶山キャンパス
- 大邱銀行嶺南大支店

## 歴史
- 2012年9月19日 - 開業。

## 隣の駅
大邱交通公社
●2号線
林堂駅 (243) - 嶺南大駅 (244)